# 第3師団 (コロンビア軍)
第3師団（西：Tercera Division）は、コロンビア陸軍の師団の一つ。司令部はサンティアゴ・デ・カリ。管轄区域はナリーニョ県、カウカ県、バジェ・デル・カウカ県、カルダス県、キンディオ県、チョコ県の南部。4個旅団を隷下に治める。第3旅団はカリに駐屯、第8旅団はアルメニアに駐屯、第23旅団はパストに駐屯、第29旅団はポパヤンに駐屯する。

## 部隊編成
師団直轄
- 第3爆発物処理群

### 第3旅団
- 第3騎兵大隊
- 第7歩兵大隊
- 第8歩兵大隊
- 第9歩兵大隊
- 第3山岳歩兵大隊
- 第3対ゲリラ戦大隊
- 第3砲兵大隊
- 第3工兵大隊
- 第3戦闘任務支援大隊
- 第3憲兵大隊

特殊部隊 
- バジェ拉致対策警察隊群

### 第8旅団
- 第23歩兵大隊
- 第24歩兵大隊
- 第27歩兵大隊
- 第4砲兵大隊
- 第4工兵大隊
- 第8槍騎兵中隊

特殊部隊 
- リサラルダ拉致対策警察隊群

### 第23旅団
- 第9歩兵大隊「バタヤ・デ・ボヤカ」（"Batalla de Boyacá"）
- 第3機械化騎兵群「ヘネラル・ホセ・マリア・カベル」（"General Jose Maria Cabel"）
- 第93対ゲリラ戦大隊「CT, ラミロ・ルエダ・メンコザ」（"CT. Ramiro Rueda Mencoza"）
- 第23砲兵大隊
- 第23工兵大隊
- 第23エネルギー計画・交通大隊
- 合同任務部隊「パルマレス」（"Palmares"）
- 第23訓練指導センター

### 第29旅団
- 第4山岳歩兵大隊